# Маландра Векија (Кјети)
Маландра Векија (итал. Malandra Vecchia) је насеље у Италији у округу Кјети, региону Абруцо.
Према процени из 2011. у насељу је живело 24 становника. Насеље се налази на надморској висини од 213 м.